# Gliese 486
Gliese 486 is een rode dwerg met een spectraalklasse van M3.5Ve. De ster bevindt zich 26,35 lichtjaar van de zon.